# Епархия Коттапурама
Епархия Коттапурама (лат. Dioecesis Kottapuramensis) — епархия Римско-Католической церкви c центром в городе Коттапурам, Индия. Епархия Коттапурама входит в митрополию Вераполи. Кафедральным собором епархии Коттапурама является церковь святого Михаила Архангела.

## История
3 июля 1987 года Римский папа Иоанн Павел II выпустил буллу Quo aptius, которой учредил епархию Коттапурама, выделив её из архиепархии Вераполи.

## Ординарии епархии
- епископ Фрэнсис Калларакал (3.07.1987 — 20.02.2010) — назначен архиепископом Вераполи;
- епископ Иосиф Кариккассери (18.12.2010 — по настоящее время).

## Источник
- Annuario Pontificio, Ватикан, 2007
- Булла Quo aptius  (лат.)